# Lîpnîk, Jovkva
Lîpnîk (în ucraineană Липник) este localitatea de reședință a comunei Lîpnîk din raionul Jovkva, regiunea Liov, Ucraina.

## Demografie
Componența lingvistică a localității Lîpnîk
     Ucraineană (99,86%)
     Alte limbi (0,14%)
Conform recensământului din 2001, majoritatea populației localității Lîpnîk era vorbitoare de ucraineană (99,86%), existând în minoritate și vorbitori de alte limbi.